# José Ángel Valdés
José Ángel Valdés Díaz, plus connu comme José Ángel ou Cote, est un footballeur espagnol né le 5 septembre 1989 à Gijón (Asturies, Espagne), il évolue durant sa carrière au poste d'arrière gauche.

## Biographie
José Ángel Valdés est issu du centre de formation du Sporting de Gijón, club dans lequel il débute à l'âge de huit ans. 
Il intègre l'équipe réserve du Sporting lors de la saison 2008-2009, puis fait ses débuts avec l'équipe première à l'occasion d'un match de Coupe du Roi face à Valladolid. Le 8 février 2009, il dispute son premier match en première division face au FC Barcelone et le 15 mars 2009 il inscrit son premier but en championnat face au Deportivo La Corogne. José Ángel rejoint définitivement l'équipe première du Sporting au début de la saison 2009-2010. Il obtient le prix Futbol Draft en 2010.
Lors de la saison 2010-2011, José Ángel Valdés est une pièce clé dans l'équipe titulaire du Sporting de Gijón qui parvient à se maintenir en première division. Le 23 mai 2011, divers médias espagnols annoncent l'arrivée de José Ángel Valdés au FC Barcelone, mais le transfert n'est jamais officialisé.

## Palmarès

### Équipe nationale
- Espagne
  - 2009 : Médaille d'or aux Jeux méditerranéens de football
  - 2011 : Vainqueur du Championnat d'Europe espoirs

### Distinction personnelle
- Premio fútbol Draft 2010